# 串花马蓝
串花马蓝（学名：Pteracanthus botryanthus）为爵床科马蓝属下的一个种。

## 扩展阅读
- 維基物種上的相關：串花马蓝